# Spiritualized
Spiritualized — британская неопсиходелическая группа, основанная в 1990 году в г. Рагби, графства Уорикшир Джейсоном Пирсом (которого часто называют J. Spaceman) после распада его предыдущей группы спейс-рокеров Spacemen 3. Состав Spiritualized менялся от альбома к альбому, единственным постоянным участником является Пирс, который писал, сочинял и пел все композиции группы. 
Spiritualized выпустили восемь студийных альбомов. Наиболее известным и наиболее признанным из них критиками является альбом 1997 года Ladies and Gentlemen We Are Floating in Space, который журнал NME признал «альбомом года», опередив другие альбомы, получившие признание критиков, такие как OK Computer группы Radiohead и Urban Hymns группы The Verve.

## История

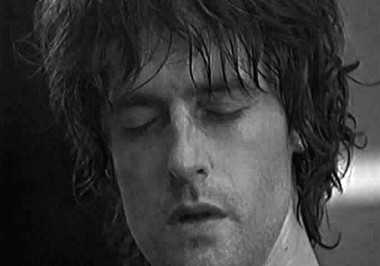
Джейсон Пирс, 1998

После крупного раздора между лидерами Spacemen 3 Питером Кембером и Джейсоном Пирсом басист группы Уилл Керраферс, барабанщик Джонни Метток и гитарист Марк Рифой приняли сторону Пирса и покинули группу. На освободившееся место Кембера Пирс уговорил присоединиться к ним Стива Эванса — своего приятеля, и с таким обновлённым составом они создали новую группу.
Своё название — Spiritualized — группа взяла от адаптации текста на задней этикетке бутылки Перно (зеленоватый суррогат абсента).

## Дискография
- Lazer Guided Melodies (1992 г.)
- Pure Phase (1993 г.)
- Ladies and Gentlemen We Are Floating in Space (1997 г.)
- Let It Come Down (2001 г.)
- Amazing Grace (2003 г.)
- Songs in A&E (2008 г.)
- Sweet Heart Sweet Light (2012 г.)
- And Nothing Hurt (2018 г.)